# 이타쿠라 고
이타쿠라 고(일본어: 板倉 滉, 1997년 1월 27일 ~ )는 일본의 축구 선수로 포지션은 수비수이며 현재 에레디비시의 아약스에서 활동하고 있다.

## 선수 경력

### 클럽
2015년 가와사키 프론탈레 입단을 통해 프로에 입문하여 2018년까지 리그 7경기 출장에 그쳤지만 팀의 2016년 천황배 준우승, J1리그 2017 우승, 2017년 J리그컵 준우승을 경험했고 심지어 2017년 AFC 챔피언스리그에서는 홍콩 프리미어리그의 이스턴 SC와의 32강 G조 조별리그 2차전에서 득점을 기록하며 팀의 8강 진출의 교두보를 마련하기도 했으며 2018년 베갈타 센다이로 임대 이적한 후 24경기 3골을 기록하며 그 해 베갈타 센다이의 천황배 준우승의 돌풍을 주도했다.
이후 2019년 잉글랜드 프리미어리그의 강호 맨체스터 시티 FC로 이적했다가 같은 해 네덜란드 에레디비시 소속팀인 FC 흐로닝언으로 임대 이적하여 2019-20 시즌 에레디비시 리그 9위의 성적에 일조했으며 현재까지 56경기 1골을 기록하고 있다.

### 국가대표팀
일본 U-20 대표팀 소속으로 2017년 FIFA U-20 월드컵 본선에 참가하여 팀의 16강 진출에 일조했고 이후 U-23 대표팀의 일원으로 이듬해에 열린 2018년 아시안 게임에도 참가하여 팀의 은메달 획득에 기여했으며 2019년 일본 성인대표팀에 차출되어 우루과이와의 2019년 코파 아메리카 C조 조별리그 2차전 우루과이와의 경기에서 국제 A매치 데뷔전을 가졌고 팀은 이 경기에서 2-2 무승부를 기록했다.
2020년 하계 올림픽에도 출전했다. 6경기에 출전, 4강 진출에 기여했다. 2022년 FIFA 월드컵에도 출전, 3경기에 출전, 16강 진출에 기여했다. 

## 통계
| 일본 | 일본 | 일본 |
| 연도 | 출전 | 득점 |
| ---- | ---- | ---- |
| 2019 | 3    | 0    |
| 2020 | 1    | 0    |
| 2021 | 1    | 1    |
| 2022 | 11   | 0    |
| 2023 | 6    | 0    |
| 2024 | 13   | 1    |
| 통산 | 35   | 2    |

## 수상

### 클럽
가와사키 프론탈레
- J1리그 : 우승 (2017)
- J리그컵 : 준우승 (2017)
- 천황배 : 준우승 (2016)

 베갈타 센다이
- 천황배 : 준우승 (2018)

### 국가대표팀
일본 U-23
- 아시안 게임 : 은메달 (2018)